# Taylor Worth
Taylor Worth (Busselton, 8 de enero de 1991) es un deportista australiano que compite en tiro con arco, en la modalidad de arco recurvo.
Participó en tres Juegos Olímpicos de Verano, entre los años 2012 y 2020, obteniendo una medalla de bronce en Río de Janeiro 2016, en la prueba por equipo (junto con Alec Potts y Ryan Tyack). Ganó dos medallas en el Campeonato Mundial de Tiro con Arco en Sala de 2018.

## Palmarés internacional
| Juegos Olímpicos           | Juegos Olímpicos         | Juegos Olímpicos  | Juegos Olímpicos |
| Año                        | Lugar                    | Medalla           | Prueba           |
| -------------------------- | ------------------------ | ----------------- | ---------------- |
| 2016                       | Río de Janeiro (Brasil)  | Medalla de bronce | Equipo           |
| Campeonato Mundial en Sala |                          |                   |                  |
| Año                        | Lugar                    | Medalla           | Prueba           |
| 2018                       | Yankton (Estados Unidos) | Medalla de plata  | Equipo           |
| 2018                       | Yankton (Estados Unidos) | Medalla de bronce | Individual       |